# Henryk Maculewicz
Henryk Józef Maculewicz, né le 24 avril 1950 à Grudza, est un footballeur international polonais. Il était défenseur.

## Carrière

### De joueur

#### En club
Formé au BKS Bolesławiec, Henryk Maculewicz signe en 1970 au Garbarnia Cracovie, pensionnaire de seconde division. Après seulement une saison et une place en milieu de tableau, il rejoint le Wisła Cracovie, rival beaucoup plus prestigieux. Avec le Wisła, Maculewicz joue à chaque fois les premières places, et remporte même le titre en 1978. Il découvre donc l'Europe avec Cracovie, et dispute plusieurs matches de Coupe UEFA et de Coupe des clubs champions, lors de laquelle le Polonais atteint les quarts de finale, meilleur résultat cracovien.
En 1979, il quitte la Pologne pour la France et Lens, qu'il avait déjà découvert avec la sélection nationale en amical. Il est engagé pour apporter son expérience et sa force physique, secteurs dans lesquels le Racing est déficitaire. Pour sa première année hors de son pays d'origine, Maculewicz dispute vingt-six matches et marque même un but. Lens se place dans le milieu du classement de première division, tout comme la saison suivante. En 1981, il signe au Paris FC, membre de deuxième division. Après une première année moyenne, et sous l'impuslion de Jean-Luc Lagardère, le PFC fusionne avec le Racing Club de France pour donner le Racing Paris 1. Maculewicz en fait les frais, et rejoint les amateurs dans la deuxième équipe, nouvellement appelée Paris Football Club 83, en quatrième division. Le club est encore relégué en DH, et le joueur met un terme à sa carrière professionnelle, victime d'une rupture totale du tendon d'Achille. Il reste cependant en région parisienne, et continue pendant deux ans de jouer au football à l'ES Nanterre, petit club amateur.

#### En sélection
Henryk Maculewicz fait ses débuts en sélection polonaise le 31 octobre 1974 contre le Canada. Régulièrement appelé à partir de 1977 par Jacek Gmoch, il fait partie du groupe des vingt-deux pour la Coupe du monde en Argentine. La Pologne y atteint le second tour, et Maculewicz participe aux six matches de son équipe. Peu après la compétition, il met un terme à sa carrière internationale.

### D'entraîneur
Entraîneur à Libreville, Henryk Maculewicz est renversé par une voiture, l'obligeant à rester plusieurs mois hospitalisé dont plusieurs semaines dans le coma. Il décide alors de rentrer en Pologne.

### Palmarès
- Champion de Pologne : 1978